# Mondaiji-tachi ga isekai kara kuru sō desu yo?
Mondaiji-tachi ga isekai kara kuru sō desu yo? (jap. 問題児たちが異世界から来るそうですよ?), skrótowo Mondaiji (jap. 問題児) – seria light novel napisana przez Tarō Tatsunoko i zilustrowana przez Yū Amano, publikowana od kwietnia 2011 do kwietnia 2015 nakładem wydawnictwa Kadokawa Shoten. Na jej podstawie powstały dwie mangi oraz serial anime, wyprodukowany przez studio Diomedéa, który emitowano od stycznia do marca 2013.
Sequel serii, zatytułowany Last Embryo, ukazuje się od czerwca 2015, ilustracje do niego wykonała zaś momoco.

## Bohaterowie

### Główni
- Izayoi Sakamaki (jap. 逆廻 十六夜 Sakamaki Izayoi)

Seiyū: Shintarō Asanuma 
- Kuro Usagi (jap. 黒ウサギ)

Seiyū: Iori Nomizu 
- Asuka Kudō  (jap. 久遠 飛鳥 Kudō Asuka)

Seiyū: Sarah Emi Bridcutt 
- Yō Kasukabe (jap. 春日部 耀 Kasukabe Yō)

Seiyū: Megumi Nakajima 

### Inni
- Jin Russel (jap. ジン・ラッセル Jin Rasseru)

Seiyū: Hiromi Igarashi 
- Shiroyasha (jap. 白夜叉)

Seiyū: Satomi Arai 
- Riri (jap. リリ)

Seiyū: Shiori Mikami 
- Leticia Draculair (jap. レティシア・ドラクレア Retishia Dorakurea)

Seiyū: Yuiko Tatsumi 
- Sandra Dortlake (jap. サンドラ＝ドルトレイク Sandora Dorutoreiku)

Seiyū: Kaori Sadohara 
- Pest (jap. ペスト Pesuto)

Seiyū: Chiwa Saitō 

## Light novel
Seria była wydawana od 1 kwietnia 2011 do 1 kwietnia 2015 nakładem wydawnictwa Kadokawa Shoten. Łącznie ukazało się 12 tomów.
| Nr | Data wydania (język japoński) | ISBN (język japoński)  |
| -- | ----------------------------- | ---------------------- |
| 1  | 31 marca 2011                 | ISBN 978-4-04-474839-5 |
| 2  | 30 czerwca 2011               | ISBN 978-4-04-474848-7 |
| 3  | 29 października 2011          | ISBN 978-4-04-474854-8 |
| 4  | 29 lutego 2012                | ISBN 978-4-04-100182-0 |
| 5  | 30 czerwca 2012               | ISBN 978-4-04-100357-2 |
| 6  | 30 listopada 2012             | ISBN 978-4-04-100585-9 |
| 7  | 30 marca 2013                 | ISBN 978-4-04-100759-4 |
| 8  | 1 sierpnia 2013               | ISBN 978-4-04-100936-9 |
| 9  | 1 listopada 2013              | ISBN 978-4-04-101060-0 |
| 10 | 1 kwietnia 2014               | ISBN 978-4-04-101295-6 |
| 11 | 1 sierpnia 2014               | ISBN 978-4-04-102006-7 |
| 12 | 1 kwietnia 2015               | ISBN 978-4-04-102006-7 |

Sequel, zatytułowany Last Embryo, ukazuje się od 1 czerwca 2015. Według stanu na 1 lipca 2020, do tej pory wydano 8 tomów.
| Nr | Data wydania (język japoński) | ISBN (język japoński)  |
| -- | ----------------------------- | ---------------------- |
| 1  | 1 czerwca 2015                | ISBN 978-4-04-103061-5 |
| 2  | 1 grudnia 2015                | ISBN 978-4-04-103093-6 |
| 3  | 1 czerwca 2016                | ISBN 978-4-04-103955-7 |
| 4  | 1 kwietnia 2017               | ISBN 978-4-04-104715-6 |
| 5  | 1 czerwca 2018                | ISBN 978-4-04-105519-9 |
| 6  | 1 grudnia 2018                | ISBN 978-4-04-107678-1 |
| 7  | 1 czerwca 2019                | ISBN 978-4-04-107679-8 |
| 8  | 1 lipca 2020                  | ISBN 978-4-04-108727-5 |

## Manga
Manga autorstwa Rio Nanamomo, stanowiąca adaptację dwóch pierwszych tomów light novel, ukazywała się w magazynie „Comp Ace” wydawnictwa Kadokawa Shoten od 26 lipca 2012 do 25 stycznia 2014. Została zebrana w 4 tankōbonach, wydanych między 6 grudnia 2012 a 26 lutego 2014.
| Nr | Data wydania (język japoński) | ISBN (język japoński)  |
| -- | ----------------------------- | ---------------------- |
| 1  | 6 grudnia 2012                | ISBN 978-4-04-120524-2 |
| 2  | 7 marca 2013                  | ISBN 978-4-04-120632-4 |
| 3  | 21 sierpnia 2013              | ISBN 978-4-04-120833-5 |
| 4  | 26 lutego 2014                | ISBN 978-4-04-120947-9 |

Spin-off autorstwa Anri Sakano, zatytułowany Mondaiji-tachi ga isekai kara kuru sou desu yo? Z, był wydawany w magazynie „Age Premium” wydawnictwa Fujimi Shobō od 9 sierpnia 2012 do 9 października 2013. Został zebrany w 3 tankōbonach, opublikowanych między 7 stycznia 2013 a 9 stycznia 2014.
| Nr | Data wydania (język japoński) | ISBN (język japoński)  |
| -- | ----------------------------- | ---------------------- |
| 1  | 7 stycznia 2013               | ISBN 978-4-04-712848-4 |
| 2  | 9 maja 2013                   | ISBN 978-4-04-712871-2 |
| 3  | 9 stycznia 2014               | ISBN 978-4-04-712993-1 |

## Anime
Adaptacja w formie telewizyjnego serialu anime została zapowiedziana 24 lipca 2012. Za produkcję odpowiadało studio Diomedéa, natomiast za reżyserię Keizō Kusakawa i Yasutaka Yamamoto. Scenariusz napisał Noboru Kimura, postacie zaprojektowała Naomi Ide, a muzykę skomponował Shirō Hamaguchi. Seria była emitowana na antenie Tokyo MX od 11 stycznia do 15 marca 2013, a później także w innych stacjach. Motywem otwierającym jest „Black † White” w wykonaniu Iori Nomizu, końcowym zaś „To Be Continued?” autorstwa Kaori Sadohary.